# Walde Huth
Walde (Waldberta) Huth (* 29. Januar 1923 in Stuttgart; † 11. November 2011 in Köln) war eine deutsche Fotografin.

## Leben

### Vor 1945
Walde Huth wuchs in Esslingen am Neckar auf. Als Kind begeisterte Huth sich nicht für die Kundgebungen der NSDAP. In der Partei war sie nicht aktiv und absolvierte ihr Studium während der Zeit des Nationalsozialismus, ohne mit dem Regime in Konflikt zu geraten. Von 1940 bis 1943 studierte Huth Fotografie bei Walter Hege an der Staatlichen Schule für Angewandte Kunst in Weimar. Für ihre Abschlussarbeit fotografierte sie Blätter im Herbst. Von 1943 bis 1945 arbeitete sie in der Entwicklungsabteilung für Farbfotografie bei Agfa Wolfen, die der Geheimhaltung unterlag. Dort filterte sie den ersten deutschen abendfüllenden Farbfilm Münchhausen. Im Rahmen des „Führerauftrages Monumentalmalerei“ fotografierten Walter Hege und Huth in der Wartburg Freskenmalereien Moritz von Schwinds. Zudem erhielt Huth besondere Aufträge aus dem Luftfahrtministerium oder der Reichskanzlei und entwickelte u. a. zwei Filme mit Aufnahmen aus dem privaten Umfeld Hitlers.

### Ab 1945

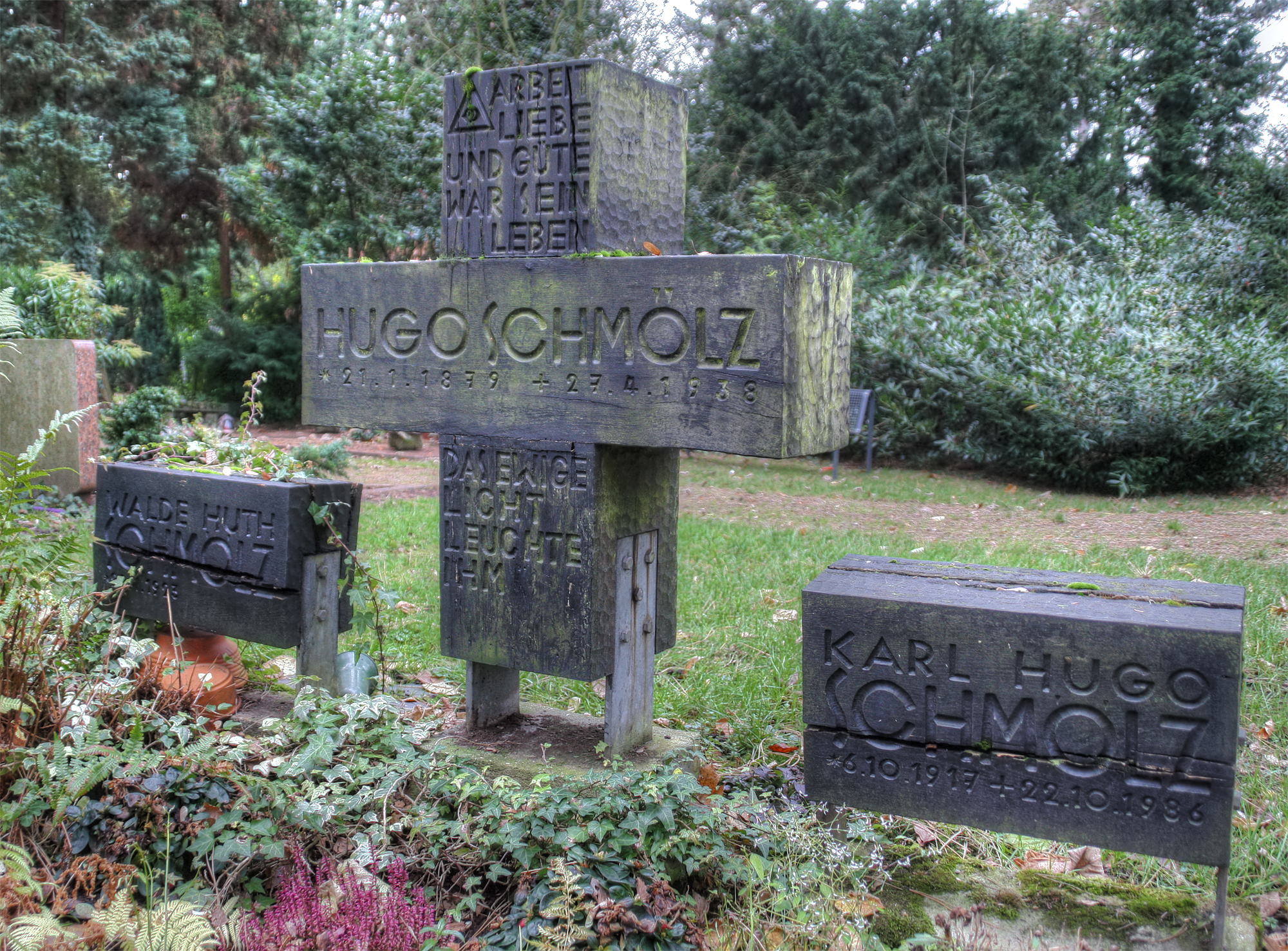
Familiengrab Schmölz auf dem Kölner Nordfriedhof (2009)

Nach dem Zweiten Weltkrieg fotografierte Huth im Auftrag der Alliierten die Einwohner Esslingens. Sodann machte sie sich mit Porträt-, Theater- und Kunstfotografie selbstständig. Nachdem sie 1946 das Atelier „Künstlerische Lichtbildwerkstätte“ in Esslingen eröffnet hatte, folgte 1953 ein großes Studio für Mode- und Werbefotografie in Stuttgart, in dem sie acht Mitarbeiter beschäftigte. Mit ihrem Mann, dem Architekturfotografen Karl Hugo Schmölz, gründete sie 1958 in Köln das Studio für Werbung und Public Relations „schmölz + huth“ (bis 1986).
Die Künstlerin war Mitglied der Deutschen Gesellschaft für Photographie und des Bundes Bildender Künstler.
Walde Huth kam am 11. November 2011 bei einem Brand ihrer Kellerwohnung in Köln-Marienburg ums Leben. Sie wurde im Familiengrab auf dem Kölner Nordfriedhof (Flur 10 Grab-Nr. 119a/b) beerdigt.

## Werk

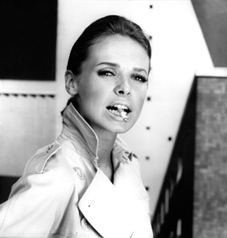
Ambre – Zeitmode (1962)
Fotografische Sammlung, Museum Ludwig

Im Sommer 1945 fotografierte sie im Auftrag der Alliierten serienmäßig die Einwohner ihrer Heimat (so genannte Kennkarten-Aktion).
Ihre Aufnahmen für die führenden deutschen Modezeitschriften machten Furore und sicherten ihr einen Platz in der Geschichte der Modefotografie: Sie wurden – zur damaligen Zeit ein Novum – vorwiegend im Freien aufgenommen und stehen im spannungsreichen Kontrast zur Architektur der Umgebung. Die Künstlerin fotografierte bald für die Haute Couture in Paris und Florenz.
Seit den 1970er-Jahren beschäftigte sie sich auch mit freien, abstrakten Themen. In diesem Zusammenhang entstanden seit 1979 verschiedene Fotoserien, unter anderen „Hundert ungeschriebene Briefe“, „100 festgehaltene Schritte“ und „100 unwirkliche Wirklichkeiten“.

## Ausstellungsbeteiligungen
- Christian Dior und Deutschland 1947 bis 1957. 30. Juni bis 30. September 2007 im Museum für Angewandte Kunst Köln
- Walde Huth: Streng. Einfühlsam. Spielerisch. Fotografien 1941–1965. 6. September bis 2. November 2012 in der Galerie Hilaneh von Kories in Hamburg[5]
- Die Geburtsstunde der Fotografie. Meilensteine der Gernsheim-Collection. 9. September 2012 bis 6. Januar 2013 im Forum Internationale Photographie der Reiss-Engelhorn-Museen in Mannheim
- Walde Huth. Material und Mode. 23. September 2023 bis 3. März 2024 im Museum Ludwig in Köln[6]

## Nachlass
2007 verkaufte Walde Huth ihr komplettes Werk und das Werk der Fotografengemeinschaft schmölz+huth an den Kölner Sammler Horst Gläser. In diesen Zusammenhang entstand die Ausstellung „DIOR“ in Köln. Nach dem Tod von Walde Huth konnte Horst Gläser die Galeristin Hilaneh von Kories für eine Ausstellung in Hamburg gewinnen.